# Combattente indiano
Il pollo combattente indiano, comunemente detto cornish, è una razza di pollo nata in Cornovaglia dall'incrocio di altre razze (Assel, Vecchio combattente e Malese).

## Caratteristiche fisiche
È una razza di grandi dimensioni. I galli possono raggiungere i 4,5 kg, le galline non superano i 3. Esiste in diverse colorazioni, la più comune è quella nera; le zampe sono gialle. Le uova sono brune.